# For a Better Day (Lied)
For a Better Day ist ein Lied des schwedischen DJs und Musikproduzenten Avicii aus dem Jahr 2015, in Zusammenarbeit mit dem US-amerikanischen Sänger Alex Ebert.

## Entstehung und Veröffentlichung
Das Lied wurde von Avicii (Tim Bergling) selbst, zusammen mit Gastsänger Alex Ebert, geschrieben beziehungsweise komponiert. Avicii zeichnete darüber hinaus für die Produktion verantwortlich.
Die Erstveröffentlichung von For a Better Day erfolgte als Single am 28. August 2015. Am 2. Oktober 2015 erschien es als Teil von Aviciis zweitem Studioalbum Stories.

## Musikvideo
Das Musikvideo zum Song wurde in Ungarn gefilmt. Regie zum Musikvideo führte Tim Bergling selbst zusammen mit dem Regisseur Levan Tsikurishvili. Dieser produzierte ebenfalls den Dokumentarfilm "True Stories" über Aviciis Karriere.
Das Musikvideo von „For a Better Day“ ist in drei Sequenzen aufgeteilt, in denen das Thema der Sexsklaverei von Kindern verarbeitet wird. In der ersten Sequenz sieht man, wie ein Auto in ein abgelegenes Feld fährt, wo eine Gruppe von Männern um einen Laster herumsteht und wartet. Ein Mann steigt aus dem Auto aus, öffnet den Laster und präsentiert der wartenden Gruppe etwas. Die Gruppe scheint interessiert auf das Präsentierte zu schauen. Es scheint, dass es hier um den Kauf von etwas Unbekanntem geht.
Eine zweite Sequenz ist in Schwarzweiß gehalten. Dort sieht man, wie ein Junge und ein Mädchen durch ein Kornfeld rennen. Jemand verfolgt sie. Sie gelangen aus dem Kornfeld heraus an ein Kliff. Dann schauen sie zurück und springen vom Kliff in das darunter liegende Wasser. 
Die dritte Sequenz zeigt ein maskiertes Paar in einem Auto. Sie greifen einen der Männer aus der Gruppe, die in der ersten Sequenz zu sehen waren, an. Zuerst brandmarken sie ihn mit einem Symbol, das nicht erkannt werden kann. Dann töten sie ihn. Ein asiatischer Mann wird dabei gezeigt, wie er dazu gezwungen wird, durch einen Schuss Selbstmord zu begehen. Nach jeder dieser Szenen kreuzt das Paar mit einem roten Stift Fotos der Männer, die es auf einer Wand aufgehängt hat, durch. Jeweils wird wie in einer Checkliste die jeweilige Person in der Fotowand durchgekreuzt.
Die dritte Sequenz endet damit, dass das maskierte Paar durch eine Menschenmenge von Demonstranten geht, die Freiheit fordern. Der letzte Mann der vorher gesehen Gruppe, scheint ein Mann in hoher gesellschaftlicher Position zu sein, vielleicht sogar der Präsident des Landes. Auch ihn brandmarken sie. Danach bringt das Paar ihn auf ein Dach mit einer Schlinge um seinen Hals. Kurz bevor sie ihn über das Rand des Daches stoßen, um ihn zu erhängen, machen sie ihm klar, dass sie die beiden Kinder waren, die durch das Kornfeld gejagt wurden.
Zuletzt wird die erste Sequenz wiederholt. Dabei wird diesmal keine Musik gespielt, und stattdessen kann man die Gespräche der beteiligten Personen hören. Man sieht wie zwei Kinder aus dem Laster heraus gekauft werden. In dem Laster selbst sieht man eine Gruppe von kaum bekleideten Kindern. Sie werden in den Kofferraum des Mannes, der sie gekauft hat, getan. Derselbe Mann wird später zu dem Mann mit hoher gesellschaftlicher Stellung, der erhängt wird.
In der letzten Szene sieht man eine Armbanduhr eines der Männer – sie ähnelt der des unbekannten Käufers der Kinder – und die Kamera schwenkt zu dem Rücken des Mannes, auf dem das Word „Pedofilia“ (Pädophilie) gebrandmarkt ist.

## Kommerzieller Erfolg

### Chartplatzierungen
| ChartsChartplatzierungen             | Höchstplatzierung | Wochen |
| ------------------------------------ | ----------------- | ------ |
| Deutschland (GfK)                    | 18 (13 Wo.)       | 13     |
| Österreich (Ö3)                      | 10 (20 Wo.)       | 20     |
| Schweden (GLF)                       | 5 (20 Wo.)        | 20     |
| Schweiz (IFPI)                       | 16 (13 Wo.)       | 13     |
| Vereinigte Staaten (Billboard Dance) | 17 (20 Wo.)       | 20     |
| Vereinigtes Königreich (OCC)         | 68 (6 Wo.)        | 6      |

| ChartsJahrescharts (2015)            | Platzierung |
| ------------------------------------ | ----------- |
| Schweden (GLF)                       | 84          |
| Vereinigte Staaten (Billboard Dance) | 70          |

### Auszeichnungen für Musikverkäufe
| Land/Region                  | Auszeichnungen für Musikverkäufe (Land/Region, Auszeichnung, Verkäufe) | Verkäufe |
| ---------------------------- | ---------------------------------------------------------------------- | -------- |
| Brasilien (PMB)              | Platin                                                                 | 60.000   |
| Deutschland (BVMI)           | Gold                                                                   | 200.000  |
| Italien (FIMI)               | Gold                                                                   | 25.000   |
| Polen (ZPAV)                 | Platin                                                                 | 20.000   |
| Schweden (IFPI)              | 2× Platin                                                              | 80.000   |
| Spanien (Promusicae)         | Gold                                                                   | 30.000   |
| Vereinigtes Königreich (BPI) | Silber                                                                 | 200.000  |
| Insgesamt                    | 1× Silber · 3× Gold · 4× Platin ·                                      | 615.000  |

Hauptartikel: Avicii/Auszeichnungen für Musikverkäufe